# 神代明
神代 明（かみしろ あきら、1971年2月10日 - ）は、日本の小説家（ライトノベル作家）。大阪府出身。
2001年に「世界征服物語 〜ユマの大冒険〜」で第1回スーパーダッシュ小説新人賞（集英社主催）の大賞を受賞し、2002年に同作でスーパーダッシュ文庫よりデビュー。代表作の「Holy☆Hearts!」を始め、少女間の友情をテーマにした作品を多く執筆している。

## 作品一覧
巻数の記載が無いタイトルは単巻。
- スーパーダッシュ文庫（集英社）
  - 世界征服物語（全3巻、短編集1巻）
  - Holy☆Hearts!（全8巻）
  - 紺碧ノたまゆら 〜ヨミノメ〜
  - ぴ ぴ ぴ!
  - 姫様とオレ様（全2巻）
  - めでぃかる!
- 集英社みらい文庫（集英社）
  - プリズム☆ハーツ!!（全9巻）
  - ひみつの図書館!（既刊4巻）
- HJ文庫（ホビージャパン）
  - パステル☆マジック